# کوه ام دراج
کوه ام دراج (به عربی: جبل أم الدرج) یک کوه در اردن است که در استان جرش واقع شده‌است. کوه ام دراج ۱٬۲۴۷ متر بالاتر از سطح دریا واقع شده‌است.